# Pedro de Bolduque
Pedro de Bolduque (1545, Medina de Rioseco – 1595, Medina de Rioseco), fue un escultor español de origen flamenco, del siglo XVI, que trabajó principalmente en Medina de Rioseco y Cuéllar.

## Biografía
Miembro de una familia de artistas de ascendencia flamenca, probablemente de la ciudad de Bolduque, dedicada a la talla y el ensamblaje, fue hijo del maestro Mateo de Bolduque, fundador de la dinastía, y de Juana Muñoz, y recibió el bautismo en la iglesia de Santa Cruz de su villa natal el 13 de julio. Fue hermano de otros escultores como Juan Mateo, Andrés y Diego.
Inicia su carrera muy influido por Juan de Juni, Gaspar Becerra y Esteban Jordán, que habían trabajado en Medina de Rioseco, por lo que su obra se considera una continuación estilística de ellos. Su primera etapa la realiza en su villa natal, pasando hacia 1580 a Cuéllar, donde abre un taller y contrae matrimonio, con Ana Velázquez, de quien tiene dos hijos. Ana Velázquez era hija de un administrador del duque de Aldurquerque que en ese periodo era Beltrán III de la Cueva y Castilla.
En Cuéllar comienza una relación profesional muy estrecha con la familia Maldonado (Julián y Gabriel, principalmente), pintores locales que trabajaron en gran parte de la provincia de Segovia y las zonas más próximas de la de Valladolid. Con ellos trabajará desde entonces hasta su muerte: las obras que a partir de entonces realiza el escultor, son pintadas y decoradas por la familia Maldonado. 
Una década después, regresa a Medina de Rioseco donde realiza su última etapa, que continúan sus hermanos y sobrinos.

## Obra

### Segovia

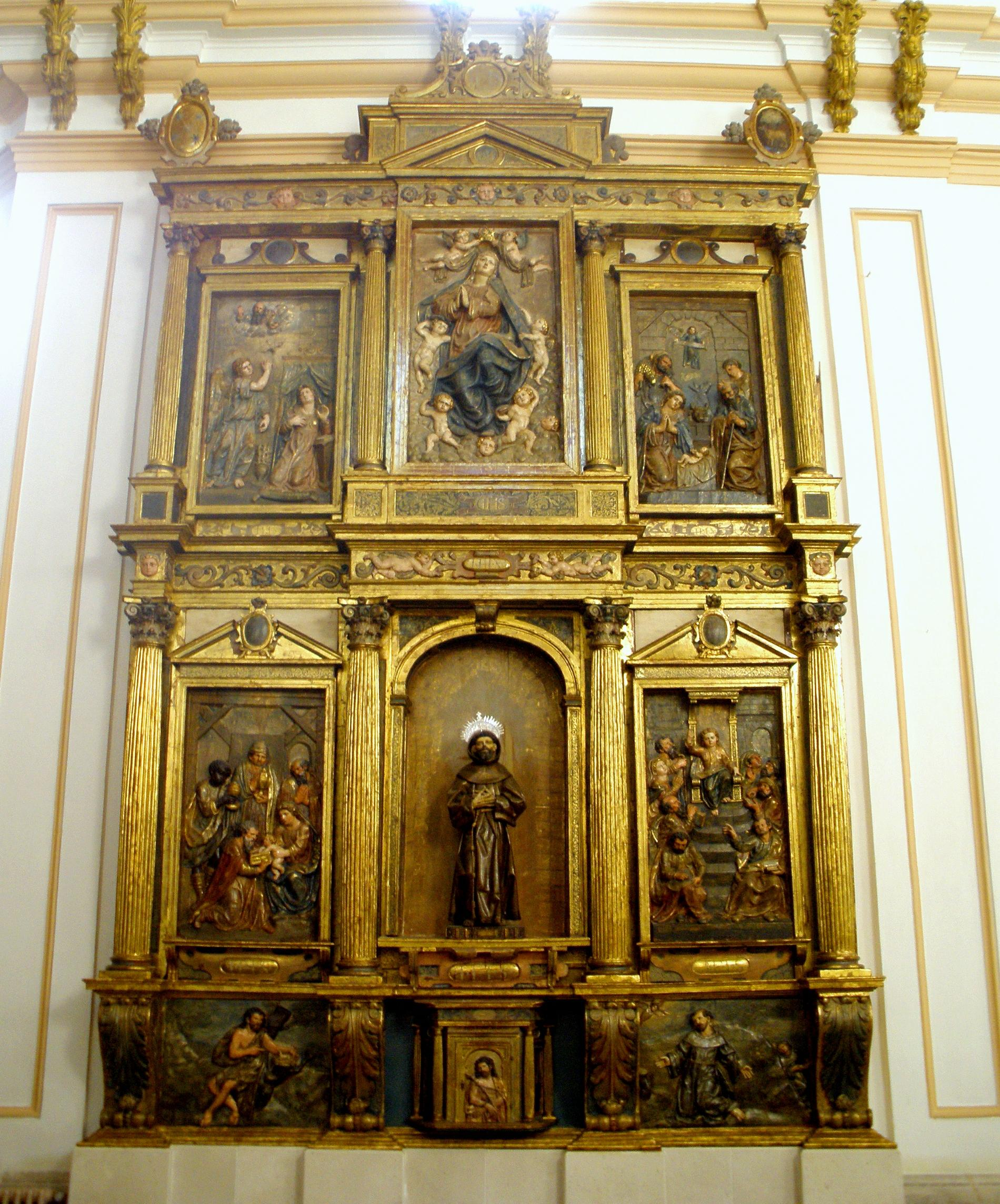
Retablo de la Inmaculada en el convento de la Concepción de Cuéllar.

- Retablo de Santiago (1595) en la Catedral de Segovia.
- Retablo de San Pedro en la Catedral de Segovia.
- Retablo de la Quinta Angustia en la iglesia de Santa María de Fuentepelayo.
- Retablo de la Inmaculada en el Convento de la Concepción de Cuéllar.
- Retablo de San Pedro en la iglesia de Santa María de Fuentepelayo.
- Retablo para la Cofradía del Rosario del Convento de Santa Cruz la Real de Segovia, hoy en la parroquial de Tenzuela. Una de las imágenes, Santo Domingo de Guzmán, se halla en la actualidad dentro de las colecciones de la Exma. Diputación Provincial de Segovia.
- San Juan Bautista en la iglesia de San Martín de Segovia.
- Virgen del Rosario de la iglesia de San Miguel de Cuéllar.
- Cristo atado a la columna de la iglesia de San Miguel de Cuéllar, procedente del Monasterio de San Francisco de la misma ciudad.
- Llanto sobre Cristo muerto en la iglesia de San Sebastián de Villacastín.

### Valladolid
- Retablo mayor de Santa María de Medina de Rioseco.
- Virgen del Rosario en la parroquial de Bahabón (Valladolid).
- Retablo del presbiterio de la parroquial de Berrueces (Valladolid).
- Retablo del Rosario en la parroquial de Cogeces del Monte.
- Retablo de la iglesia de los Santos Justo y Pastor de Cuenca de Campos.
- San Juan Bautista en el Convento de la Inmaculada Concepción de Medina de Rioseco.

En diversos municipios de la Tierra de Campos se localizan obras atribuidas al escultor, así como otras constatadas como el retablo mayor de la parroquial de Capillas (Palencia), que había empezado su hermano Juan Mateo y dejó sin terminar a su muerte.

### Desaparecidos
- Custodia-tabernáculo de la iglesia de San Andrés de Cuéllar (Segovia).
- Retablos colaterales del Convento de la Concepción de Cuéllar.
- Retablo mayor del Convento de la Trinidad de Cuéllar.
- Retablo de la iglesia de San Miguel de Fuentidueña (Segovia).
- Virgen del Rosario en la parroquial de Frades (Despoblado de la Comunidad de Villa y Tierra de Cuéllar).
- Virgen de piedra en la iglesia de Santa María de Fuentepelayo.
- Retablo de San Blas para la segunda capilla de la iglesia de San Pedro mártir de Medina de Rioseco.
- Retablo mayor del Monasterio de Santa Clara de Medina de Rioseco.

### Atribuciones

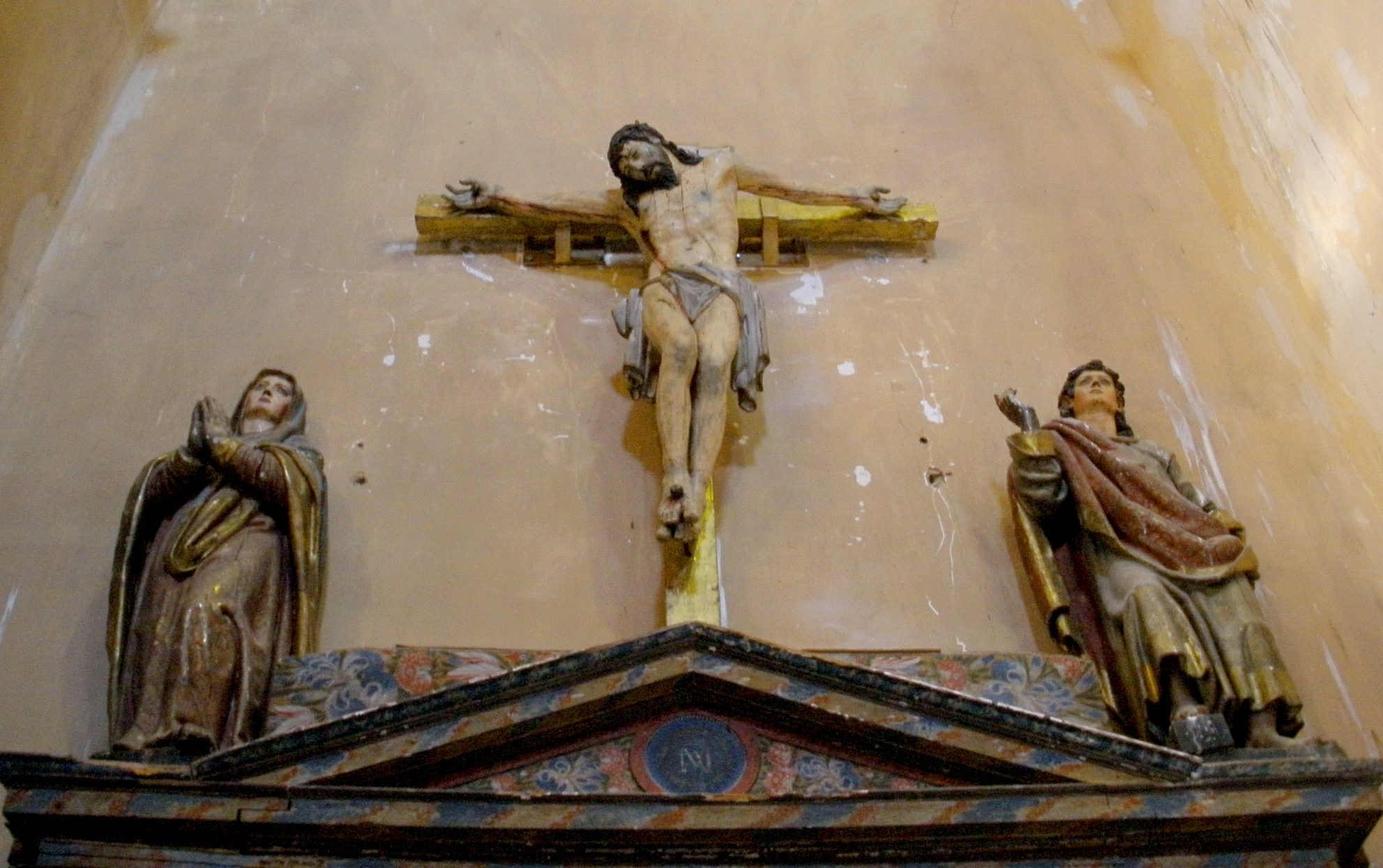
Calvario en la iglesia de Santa María de la Cuesta de Cuéllar, atribuido a Bolduque.

- Tabernáculo de la parroquial de Chañe (Segovia).
- Tabernáculo de la parroquial de Moraleja de Coca (Segovia).
- Retablo de San Bartolomé de la iglesia de El Salvador de Fuentepelayo (Segovia).
- Calvario en la iglesia de Santa María de la Cuesta de Cuéllar (Segovia).
- Virgen del Rosario de San Cristóbal de Cuéllar (Segovia).
- Virgen del Rosario de Vallelado (Segovia).
- Virgen del Rosario de la iglesia de Santa María la Nueva de Escarabajosa de Cuéllar (Segovia).
- Virgen del Rosario de Turégano (Segovia).
- San Bartolomé en la iglesia de Bustillo de Chaves (Valladolid).
- San Juan Evangelista de Santibáñez de Valcorba (Valladolid)
- El Salvador del retablo mayor de Fontihoyuelo (Valladolid).
- Virgen de Nuestra Señora del Castillo de Boada de Campos (Palencia).